# ايسكي جاجقاب

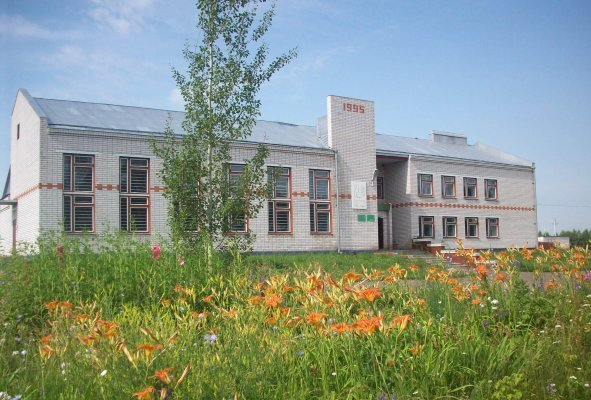

ايسكي جاجقاب (چاچقاپ قديمي) قرية في تترستان في المنطقة قايبيج. وهي في وحدة اولو قايبيج مع اولو قايبيج (قايبيج كبير) وسيماكي وافاناسيفكا. وهي 100كيلومترا من مدينة قازان و5 كيلومترا من قايبيج كبير و25 كيلومترا من محطة حديدية قولانعي.

جغرافيا

تقع إلى جهتانها شرقية وجنوبية حقول وغابة اسمها الغابة المستديرة. من الجهة الغربية يوجد نهر بارلي.

طقس

مناخ قاري معتدل.

دائرة اجتماعية

توجد في القرية مسجد وروضة الأطفال ومدرسة ومكتبة ومطعم وبيت الثقافة والمستشفى صغير.

اقتصاد

زراعة وتجارة (توجد بعض مخازن)

اشخاص مشهورة

كانوا كاتب اجتماعي شيخ الكين واهل الدين عبد اللطيف الكين والشاعر قاسم علاجف وشاعر اغظام تيميرشين وعليم تأريخ قديرجان عليمف من هذه قرية.